# Яніна Гуринович
Яніна Гуринович (пол. Janina Hurynowicz; 10 листопада 1894, Кристинопіль — 2 жовтня 1967, Торунь) — польська лікарка нейрофізіолог і невролог, і психіатр. Професор Університету імені Миколая Коперника, авторка праць про хронаксію та вплив інсуліну на вегетативну нервову систему.